# 张梅颖
张梅颖（1944年—），女，四川南充人，中华人民共和国政治人物，原副国级领导人。其祖父为中国民主同盟首任主席张澜，父亲为民盟中央常委张乔啬。

## 生平
早年毕业于第四军医大学医学系。1979年，供职于北京肿瘤防治研究所，后改任北京肿瘤医院副院长。2000年，担任民盟中央第一副主席。2002年12月19日，民主同盟举行九届一中全会，她当选为民盟中央副主席。2003年起兼任全国妇联副主席。2005年，任十届全国政协副主席。2008年连任。2007年12月，在民盟十届一中全会上，她出任民盟中央副主席的职务。